# React (bài hát của Pussycat Dolls)
"React" là một bài hát của nhóm nhạc người Mỹ The Pussycat Dolls và được phát hành bởi Access Records vào ngày 7 tháng 2, 2020. Đây là bài hát trở lại đầu tiên sau gần 1 thập kỷ, kể từ "Hush Hush; Hush Hush" ra mắt năm 2009, và là bài hát phát hành độc lập đầu tiên của họ kể từ khi hợp tác với First Access Entertainment. "React" đánh dấu sự trở lại của Carmit Bachar thành viên đã khỏi nhóm trong phát hành lần trước, Doll Domination (2008), và cũng không có sự tham gia của Melody Thornton, người đã từ chối cuộc tái hợp vì lý do tiếp tục sự nghiệp âm nhạc riêng. Ca khúc được viết bởi thành viên của nhóm Nicole Scherzinger, cùng với Georgia Buchanan, Johan Gustafsson, William Simister, and Hannah Wilson. Nó được sản xuất bởi Gustafson, Will Simms, và Swedish producer Ivares.
Bài hát mang hơi xướng electropop và synthpop, "React" nói về một mối quan hệ bế tắc đầy sóng gió với lời bài hát thể hiện sự mong muốn một phản ứng mạnh mẽ và phấn khích từ người yêu của mình. Nhóm ra mắt "React" trong buổi biểu diễn tổng hợp những đĩa đơn cũ tại The X Factor: Celebrity vào ngày 30 tháng 11 năm 2019, và ngay sau đó xác nhận chuyến lưu diễn vào năm 2020 nhưng bị đẩy lùi vào năm 2021 do Đại dịch COVID-19. Bài hát sau đó được biểu diễn tại Ant and Dec's Saturday Night Takeaway và G-A-Y như một phần của National Student Pride cũng như biểu diễn tại một số chương trình truyền hình Anh và Úc. Màn trình diễn tại X Factor đã nhận được hơn 400 đơn khiếu nại với cơ quan phát sóng Ofcom Anh liên quan đến tính chất thô bạo của buổi biểu diễn.
"React" nhận được lời khen có cánh cho đội ngũ sản xuất, so với những đĩa đơn "Beep" và "Wait a Minute" vào năm 2006. Video ca nhạc chính thức được phát hành vào ngày 7 tháng 2 năm 2020, kèm theo pháo hoa và nước, cũng như các động tác nhảy liên quan đển ghế, được lấy cảm hứng từ bộ phim Flashdance năm 1983. Các nhà phê bình gọi phát hành này là sự trở lại thành công với âm nhạc, đồng thời khen ngợi vũ đạo đồng bộ với lửa và nước trong video. Về mặt thương mại, bài hát đứng vị trí thứ hai tại Scotland, thứ chín tại Hungary và Serbia, thứ mười tại Israel, đứng trong 20 vị trí cao nhất tại một số bảng xếp hạng quốc tế, cũng như vị trí 29 tại Anh; trở thành đĩa đơn đứng đầu thứ 11 của nhóm tại Vương quốc Anh. Scherzinger lưu ý rằng "React" sẽ có nhiều bản phối mới tùy thuộc vào sự thành công và chuyến lưu diễn sắp tới của họ. Bản phối "React" của Cash Cash và một video nhạc acoustic cũng được phát hành để quảng bá bài hát này. Chỉ sau một năm bài hát phát hành, "React" đã nhận chứng nhận bạc từ British Phonographic Industry (BPI), với 200.000 bản được bán ra và trực tuyến tại Anh.

## Danh sách và phiên bản
Tải kỹ thuật số / Streaming
1. "React" – 3:24

Tải kỹ thuật số / Streaming – Cash Cash remix
1. "React" (Cash Cash Remix) 3:16

Streaming (video) – acoustic
1. "React" (acoustic) [presented by Vero] – 2:21

Brabo music remix[a]
1. "React" (Brabo music) (featuring Pabllo Vittar) – 2:45

DJ club remix
1. "React" (Trace Adam remix)

Ligotti Bootleg remix
1. "React" (Pussycat Dolls vs David Puentez)

Ghi chú
- ^[a]  Brabo remix của "React" được sản xuất cho một nhóm nhạc trình diễn tại LGBTIQA+ Parade tại São Paulo đã bị hủy do Đại dịch COVID-19. Phiên bản này sẽ vĩnh viễn không có bản phát hành chính thức.[7]

## Bảng xếp hạng
| Bảng xếp hạng (2020)                       | Vị trí cao nhất |
| ------------------------------------------ | --------------- |
| Australia Digital Tracks (ARIA)            | 10              |
| Belgium (Ultratop 50 Airplay (Wallonia)    | 48              |
| Bỉ (Ultratip Wallonia)                     | 19              |
| Canadian Digital Song Sales (Billboard)    | 12              |
| Euro Digital Song Sales (Billboard)        | 4               |
| France Downloads (SNEP)                    | 21              |
| Germany Downloads (Official German Charts) | 12              |
| Greece International Digital (IFPI)        | 35              |
| Hungary (Single Top 40)                    | 9               |
| Ireland (IRMA)                             | 23              |
| Israel (Media Forest)                      | 10              |
| New Zealand Hot Singles (RMNZ)             | 19              |
| North Macedonia (Radiomonitor)             | 15              |
| Romania (Airplay 100)                      | 38              |
| Scotland (OCC)                             | 2               |
| Serbia (Radiomonitor)                      | 9               |
| Thụy Sĩ (Schweizer Hitparade)              | 75              |
| Anh Quốc (OCC)                             | 29              |
| Anh Quốc Indie (OCC)                       | 4               |
| Hoa Kỳ Dance Club Songs (Billboard)        | 34              |
| Hoa Kỳ Digital Song Sales (Billboard)      | 12              |

## Chứng nhận
| Quốc gia                                                    | Chứng nhận | Số đơn vị/doanh số chứng nhận |
| ----------------------------------------------------------- | ---------- | ----------------------------- |
| Anh Quốc (BPI)                                              | Silver     | 200.000‡                      |
| ‡ Chứng nhận dựa theo doanh số tiêu thụ và phát trực tuyến. |            |                               |

## Lịch sử phát hành
| Quốc gia       | Ngày             | Định dạng                       | Phiên bản             | Nhãn hiệu | Tham khảo   |
| -------------- | ---------------- | ------------------------------- | --------------------- | --------- | ----------- |
| Nhiều quốc gia | 7 tháng 2, 2020  | Tải xuống kỹ thuật số streaming | Bản gốc               | Access[a] | [ 1 ] [ 2 ] |
| Úc             | 7 tháng 2, 2020  | Airplay                         | Bản gốc               | Mushroom  | [ 30 ]      |
| Anh            | 22 tháng 2, 2020 | Adult contemporary radio        | Bản gốc               | Access[a] | [ 31 ]      |
| Nhiều quốc gia | 26 tháng 2, 2020 | Tải xuống kỹ thuật số streaming | Trace Adam remix      | Access[a] | [ 5 ]       |
| Nhiều quốc gia | 6 tháng 3, 2020  | Tải xuống kỹ thuật số streaming | Ligotti Bootleg remix | Access[a] | [ 6 ]       |
| Nhiều quốc gia | 3 tháng 4, 2020  | Tải xuống kỹ thuật số streaming | Cash Cash remix       | Access[a] | [ 3 ]       |
| Nhiều quốc gia | 3 tháng 4, 2020  | YouTube streaming               | Acoustic performance  | Access[a] | [ 4 ]       |

Ghi chú
- ^[a]  ngoại trừ Úc nơi có Mushroom Records quản lý việc phát hành.[30]